# François Delattre
François Delattre (Saint-Marcellin, 15 novembre 1963) è un diplomatico e ambasciatore francese.
È stato nominato dal presidente francese François Hollande con effetto dal 15 luglio 2014 ambasciatore e rappresentante permanente della Francia presso il Consiglio di sicurezza delle Nazioni Unite ed è anche il capo della Missione permanente francese presso le Nazioni Unite a New York dal settembre 2014.
È stato dal febbraio 2011, con nomina del presidente Nicolas Sarkozy, ambasciatore della Francia negli Stati Uniti fino al 14 giugno 2014.